# Maria Oyeyinka Laose
Maria Oyeyinka Laose là đại sứ Nigeria tại Áo vào năm 2012 và 2013. Laose trước đây đã làm việc tại Đại sứ quán Nigeria ở Vienna. Laose là một nhân vật gây tranh cãi khi cô được cho là không thể tiếp cận bởi người Nigeria sống ở Áo.
Laose đã được thay thế vào tháng 12 năm 2013 bởi Abel Adelakun Ayoko, người cũng đã làm việc tại đại sứ quán.